# 戀與槍彈
《戀與槍彈》是由箕野希望創作的日本漫畫。改編的真人電視劇由2022年10月27日起於每日放送「電視劇特區」（ドラマ特区）時段播映，古川雄大、馬場富美加雙主演。

## 電視劇

### 演員列表
- 櫻夜才臣：古川雄大
- 百合：馬場富美加
- 蝶子：中村靜香
- 仁：木村慧人
- 席米利歐：黑羽麻璃央

## 外部連結
- 漫畫官方網站（日語）
- 電視劇官方網站（日語）